# Луновец
Луновец (на словенски: Lunovec) е село в Словения, Подравски регион, община Ормож. Според Националната статистическа служба на Република Словения през 2015 г. селото има 29 жители.